# Primi ministri dell'Algeria
Questo è l'elenco dei capi di governo dell'Algeria a partire dalla formazione del Governo provvisorio della Repubblica algerina (GPRA) in esilio a il Cairo, in Egitto, nel 1958, durante la guerra d'Algeria, passando poi per l'indipendenza nel 1962 fino ad arrivare ai giorni nostri.
Si sono succeduti un totale di 15 primi ministri in Algeria (escludendo i due presidenti del GPRA). Uno di questi, Ahmed Ouyahia, ha ricoperto la carica per tre mandati non consecutivi.

## Lista
Legenda:

     Fronte di Liberazione Nazionale (FLN)
     Raggruppamento Nazionale Democratico (RND)
     Indipendente
| Primo ministro                                          | Primo ministro   | Primo ministro                                                  | Mandato           | Mandato           | Partito      | Presidenti           |
| Primo ministro                                          | Primo ministro   | Primo ministro                                                  | Dal               | Al                | Partito      | Presidenti           |
| ------------------------------------------------------- | ---------------- | --------------------------------------------------------------- | ----------------- | ----------------- | ------------ | -------------------- |
|                                                         |                  | Ferhat Abbas فرحات عباس (1899–1985)                             | 19 settembre 1958 | 27 agosto 1961    | FLN          | Ferhat Abbas         |
|                                                         |                  | Benyoucef Benkhedda بن يوسف بن خدة (1920–2003)                  | 27 agosto 1961    | 22 luglio 1962    | FLN          | Benyoucef Benkhedda  |
| Carica vacante                                          |                  |                                                                 |                   |                   |              |                      |
|                                                         |                  | Ahmed Ben Bella أحمد بن بلّة (1916–2012)                         | 27 settembre 1962 | 20 settembre 1963 | FLN          |                      |
| Carica abolita (dal 20 settembre 1963 all'8 marzo 1979) |                  |                                                                 |                   |                   |              |                      |
|                                                         |                  | Mohamed Ben Ahmed Abdelghani محمد بن أحمد عبد الغني (1927–1996) | 8 marzo 1979      | 22 gennaio 1984   | FLN          | Chadli Bendjedid     |
|                                                         |                  | Abdelhamid Brahimi عبد الحميد براهيمي (1936-2021)               | 22 gennaio 1984   | 5 novembre 1988   | FLN          | Chadli Bendjedid     |
|                                                         |                  | Kasdi Merbah قاصدي مرباح (1938–1993)                            | 5 novembre 1988   | 9 settembre 1989  | FLN          | Chadli Bendjedid     |
|                                                         |                  | Mouloud Hamrouche مولود حمروش (n. 1943)                         | 9 settembre 1989  | 5 giugno 1991     | FLN          | Chadli Bendjedid     |
|                                                         |                  | Sid Ahmed Ghozali سيد أحمد غزالي (1937-2025)                    | 5 giugno 1991     | 8 luglio 1992     | FLN          | Chadli Bendjedid     |
| Abdelmalek Benhabyles                                   |                  | Sid Ahmed Ghozali سيد أحمد غزالي (1937-2025)                    | 5 giugno 1991     | 8 luglio 1992     | FLN          |                      |
| Mohamed Boudiaf                                         |                  | Sid Ahmed Ghozali سيد أحمد غزالي (1937-2025)                    | 5 giugno 1991     | 8 luglio 1992     | FLN          |                      |
| Ali Kafi                                                |                  | Sid Ahmed Ghozali سيد أحمد غزالي (1937-2025)                    | 5 giugno 1991     | 8 luglio 1992     | FLN          |                      |
|                                                         |                  | Belaid Abdessalam بلعيد عبد السلام (1928-2020)                  | 8 luglio 1992     | 21 agosto 1993    | FLN          |                      |
|                                                         |                  | Redha Malek رضا مالك (1931-2017)                                | 21 agosto 1993    | 11 aprile 1994    | Indipendente |                      |
| Liamine Zéroual                                         |                  | Redha Malek رضا مالك (1931-2017)                                | 21 agosto 1993    | 11 aprile 1994    | Indipendente |                      |
|                                                         |                  | Mokdad Sifi مقداد سيفي (n. 1940)                                | 11 aprile 1994    | 31 dicembre 1995  | Indipendente |                      |
|                                                         |                  | Ahmed Ouyahia أحمد أويحيى (n. 1952)                             | 31 dicembre 1995  | 21 febbraio 1997  | Indipendente |                      |
|                                                         | 21 febbraio 1997 | Ahmed Ouyahia أحمد أويحيى (n. 1952)                             | 15 dicembre 1998  | RND               |              |                      |
|                                                         |                  | Smail Hamdani اسماعيل حمداني (1930-2017)                        | 15 dicembre 1998  | 23 dicembre 1999  | Indipendente |                      |
| Abdelaziz Bouteflika                                    |                  | Smail Hamdani اسماعيل حمداني (1930-2017)                        | 15 dicembre 1998  | 23 dicembre 1999  | Indipendente |                      |
|                                                         |                  | Ahmed Benbitour أحمد بن بيتور (n. 1946)                         | 23 dicembre 1999  | 27 agosto 2000    | Indipendente |                      |
|                                                         |                  | Ali Benflis على بن فليس (n. 1944)                               | 27 agosto 2000    | 5 maggio 2003     | FLN          |                      |
|                                                         |                  | Ahmed Ouyahia أحمد أويحيى (n. 1952)                             | 5 maggio 2003     | 24 maggio 2006    | RND          |                      |
|                                                         |                  | Abdelaziz Belkhadem عبد العزيز بلخادم (n. 1945)                 | 24 maggio 2006    | 23 giugno 2008    | FLN          |                      |
|                                                         |                  | Ahmed Ouyahia أحمد أويحيى (n. 1952)                             | 23 giugno 2008    | 3 settembre 2012  | RND          |                      |
|                                                         |                  | Abdelmalek Sellal عبد المالك سلال (n. 1948)                     | 3 settembre 2012  | 13 marzo 2014     | FLN          |                      |
|                                                         |                  | Youcef Yousfi يوسف اليوسفي (n. 1941) ad interim                 | 13 marzo 2014     | 29 aprile 2014    | RND          |                      |
|                                                         |                  | Abdelmalek Sellal عبد المالك سلال (n. 1948)                     | 29 aprile 2014    | 25 maggio 2017    | FLN          |                      |
|                                                         |                  | Abdelmadjid Tebboune عبد المجيد تبون (n. 1945)                  | 25 maggio 2017    | 15 agosto 2017    | FLN          |                      |
|                                                         |                  | Ahmed Ouyahia أحمد أويحيى (n. 1952)                             | 16 agosto 2017    | 11 marzo 2019     | RND          |                      |
|                                                         |                  | Noureddine Bedoui نور الدين بدوي (n. 1959) ad interim           | 11 marzo 2019     | 19 dicembre 2019  | FLN          |                      |
| Abdelkader Bensalah                                     |                  | Noureddine Bedoui نور الدين بدوي (n. 1959) ad interim           | 11 marzo 2019     | 19 dicembre 2019  | FLN          |                      |
|                                                         |                  | Sabri Boukadoum صبري بوكادوم (n. 1958) ad interim               | 19 dicembre 2019  | 28 dicembre 2019  | FLN          | Abdelmadjid Tebboune |
|                                                         |                  | Abdelaziz Djerad صبري بوكادوم (n. 1954) ad interim              | 28 dicembre 2019  | 30 giugno 2021    | FLN          | Abdelmadjid Tebboune |
|                                                         |                  | Aïmene Benabderrahmane صبري بوكادوم (n. 1966) ad interim        | 30 giugno 2021    | 11 novembre 2023  | FLN          | Abdelmadjid Tebboune |
|                                                         |                  | Nadir Larbaoui نذير العرباوي (n. 1949)                          | 11 novembre 2023  | in carica         | Indipendente | Abdelmadjid Tebboune |